# سونای بولوت
سونای بولوت (انگلیسی: Sunay Bulut؛ زادهٔ ۱ دسامبر ۱۹۶۷) وزنه‌بردار اهل ترکیه بود.